# Ataur Rahman Khan
Ataur Rahman Khan (Bengalisch: আতাউর রহমান খান, Ātāur Rahamān Khān; * 6. März 1905 in Balia, Distrikt Dhaka, Bengalen, Britisch-Indien; † 7. Dezember 1991 in Dhaka) war ein Politiker in Pakistan und Bangladesch.

## Biografie
Nach dem Schulabschluss an der Pogose School in Dhaka 1924 sowie dem Examen am Jagannath College 1927 studierte er an der University of Dhaka, die er 1930 mit einem Bachelor of Arts (B.A.) beendete. Sein anschließendes Studium der Rechtswissenschaften an der University of Dhaka schloss er 1936 mit einem Bachelor of Laws (LL.B.) ab und erhielt anschließend die Zulassung zum Rechtsanwalt im Distrikt Dhaka. Nach einer zweijährigen Tätigkeit im Justizdienst zwischen 1942 und 1944 nahm er seine Tätigkeit als Rechtsanwalt wieder auf.
Khan war bereits in Bengalen als Vorsitzender der Krishak-Praja-Partei sowie der Muslimliga politisch aktiv. Nach der Teilung Indiens 1947 gehörte er zu den Mitgründern der Awami-Liga, deren Vizepräsident er wurde und nahm in dieser Funktion in der Folgezeit an allen demokratischen Volksbewegungen teil. Später war er Präsident der Großen Nationalkonvention, die die öffentliche Meinung zur Gründung einer vollständig autonomen Provinz Ostpakistan. Dabei wurde er zu einem engen Verbündeten des Gründers der Krishak-Sramik-Partei (KSP) A. K. Fazlul Huq und Hussain Saeed Suhrawardi.
Als bei der Wahl von 1954 die KSP im Bündnis „United Front“ (Jukto Front) mit der Partei „Awami-Liga“ die Partei „Muslimliga“ mit großem Abstand landesweit schlagen, hatte dies zur Folge, dass Huq Gouverneur Ostbengalens und Khan Stellvertretender Chief Minister wurde.
Nach seiner Wahl zum Fraktionsvorsitzenden der Awami-Liga im Provinzparlament (Provincial Assembly) war er von September 1956 bis Ende 1958 schließlich selbst Chief Minister der Provinz. Zu dieser Zeit berief er auch die späteren Premierminister Mujibur Rahman als Minister für Industrie, Handel, Arbeit, Korruptionsbekämpfung und dörfliche Hilfen sowie Muhammad Mansur Ali als Minister für Recht, Parlamentarische Angelegenheiten, Ernährung und Landwirtschaft in sein Kabinett. Während der zweijährigen Amtszeit seiner Mehrheitsregierung wurden mehrere Entwicklungsprojekte im bis dahin rückständigen Ostpakistan initiiert. Nach dem Staatsstreich von General Muhammed Ayub Khan am 27. Oktober 1958 wurde er seines Amtes als Chief Minister der Provinz enthoben und nach der Verhängung des Kriegsrechts von der Ausübung von Wahlämtern ausgeschlossen.
Nach dem Tode Suhrawardis verließ er 1963 die Awami-Liga und gründete stattdessen die Jatiya League. Nachdem er zur Erklärung der Unabhängigkeit Ostpakistans von Pakistan aufrief wurde er im Dezember 1970 von der pakistanischen Armee verhaftet. Nach der Unabhängigkeit Bangladeschs am 17. Dezember 1971 wurde er zum Abgeordneten des Parlaments (Jatiya Sangsad) gewählt und war anschließend Führer der Opposition im Parlament. 1979 wurde er als Abgeordneter wiedergewählt.
Zuletzt war er als Nachfolger von Hossain Mohammad Ershad vom 30. März 1984 bis zum 9. Juli 1986 Premierminister. Nach seinem Ausscheiden aus diesem Amt wurde Mizanur Rahman Chowdhury neuer Premierminister.